# Alecrim (Rio Grande do Sul)
Alecrim is een gemeente in de Braziliaanse deelstaat Rio Grande do Sul. De gemeente telt 7.259 inwoners (schatting 2009).

## Aangrenzende gemeenten
De gemeente grenst aan Porto Mauá, Porto Vera Cruz, Santo Cristo en Tuparendi.

### Landsgrens
En met als landsgrens aan de gemeentes Alba Posse in het departement Veinticinco de Mayo en de gemeente Campo Ramón en Panambí in het departement Oberá in de provincie Misiones met het buurland Argentinië.